# Вікторія Адельгейда Шлезвіг-Гольштейн-Зондербург-Глюксбурзька
Вікторія Адельгейда Шлезвіг-Гольштейн-Зондербург-Глюксбурзька, також Вікторія Адельгейда Шлезвіг-Гольштейнська (нім. Viktoria Adelheid von Schleswig-Holstein-Sonderburg-Glücksburg, 31 грудня 1885 — 3 жовтня 1970) — принцеса Шлезвіг-Гольштейн-Зондербург-Глюксбурзька з династії Глюксбургів, донька герцога Фрідріха Фердинанда Шлезвіг-Гольштейн-Зондербург-Глюксбурзького та принцеси Ауґустенбурзької Кароліни Матильди, дружина останнього герцога Саксен-Кобург-Готи Карла Едуарда.

## Біографія
Вікторія Адельгейда народилася 31 грудня 1885 року в маєтку Грюнхольц, що в селі Тумбі, на узбережжі Балтійського моря, первісткою в родині герцога Шлезвіг-Гольштейн-Зондербург-Глюксбурзького Фрідріха Фердинанда та його дружини Кароліни Матильди Аугустенбурзької, народившись за 9 місяців після весілля батьків. Протягом наступних 9 років народилися чотири її сестри: Александра Вікторія, Олена, Адельгейда та Кароліна Матильда й брат Вільгельм Фрідріх.
На придворному балу в берлінському Міському палаці 15 лютого 1905 року Вікторія Адельгейда була представлена герцогу Саксен-Кобург-Готи Карлу Едуарду, що доводився онуком королеві Вікторії, через її сина Леопольда. Відразу після балу було оголошено про заручини пари.

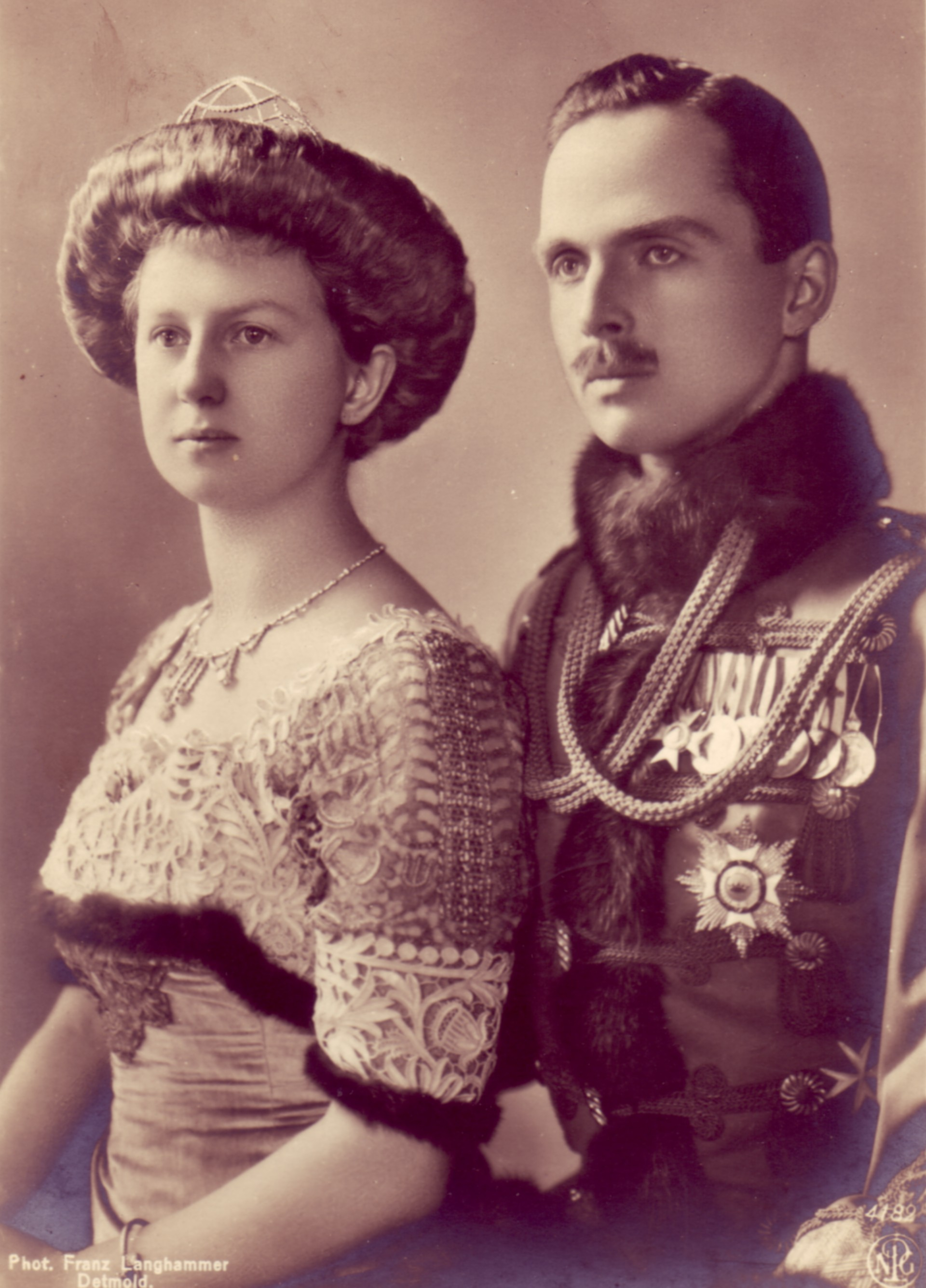
Вікторія Адельгейда та Карл Едуард у 1905 році

11 жовтня того ж року Вікторія Адельгейда та Карл Едуард повінчалися у замку Глюксбург. Нареченій виповнилося 19 років, нареченому — 21. 
Одним з весільних подарунків для молодят був грошовий презент у розмірі 20 000 марок від громад та ландтага герцогства, який мав бути спрямований на відновлення каплиці Лютера. Його наслідком стало капітальне оновлення фортеці Фесте Кобург.
У шлюбі народила п'ятеро дітей. Під час Першої світової чоловік Вікторії Адельгейди числився саксонським генералом, однак не був фактичним головнокомандуючим, а лише супроводжував свій полк.
Після Листопадової революції у 1918 року і повалення монархії, він був змушений зректися престолу. Усі члени герцогської родини стали приватними особами. Сім'я продовжила жити влітку у замку Калленберг, що залишився їхньою приватною власністю, та у Фесте Кобург взимку. Фортеця від 7 червня 1919 перейшла у власність держави, однак, герцог зберіг право на проживання в ній.

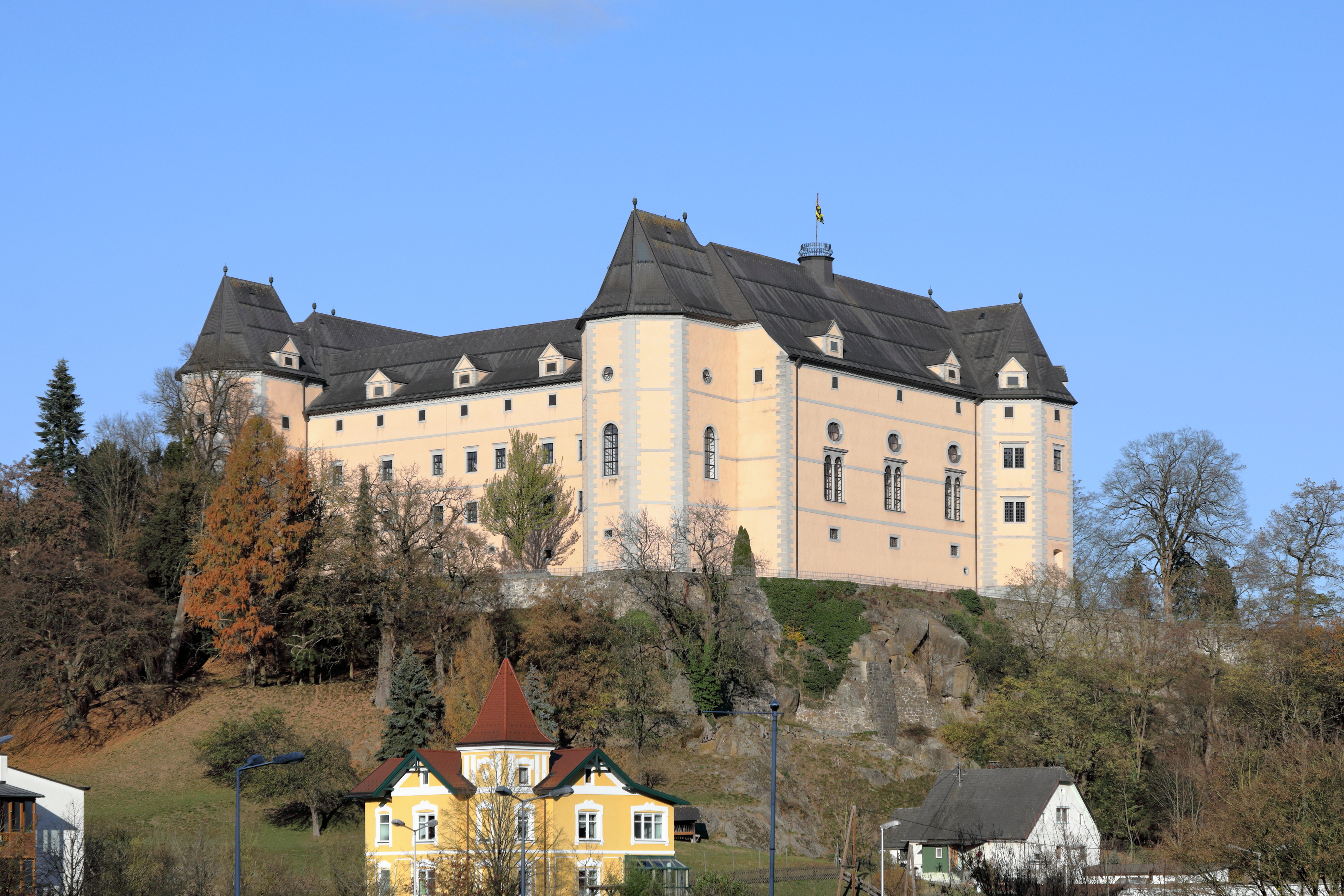
Замок Ґряйнбург

1929-го, після перших виборчих успіхів нацистської партії, Карл Едуард відкрито підтримав НСДАП. 5 грудня 1929 герцогське подружжя разом брало участь у передвиборчому мітингу в кобурзькому ресторані, де Гітлер виступав як оратор. В часи Третього Рейху Карл Едуард займав різні представницькі посади, у тому числі, був президентом німецького Червоного Хреста. Після Другої світової його було заарештовано та інтерновано у 1946. Через важкий стан здоров'я герцога випустили із в'язниці. Вікторія Адельгейда доглядала чоловіка до його смерті у 1954 році. 
Замок Калленберг та більшість маєтків родини було конфісковано, тож коли у 1958 році був повернений у сімейний фонд Саксен-Кобург-Готської династії замок Ґряйнбург у Верхній Австрії, Вікторія Адельгейда почала використовувати його як літню резиденцію.
Там вона і померла 3 жовтня 1970 року. Похована на герцогському родинному кладовищі  Лісовий цвинтар біля замку Калленберг у Кобурзі поруч із середнім сином, що загинув на фронті, та чоловіком.

## Родина

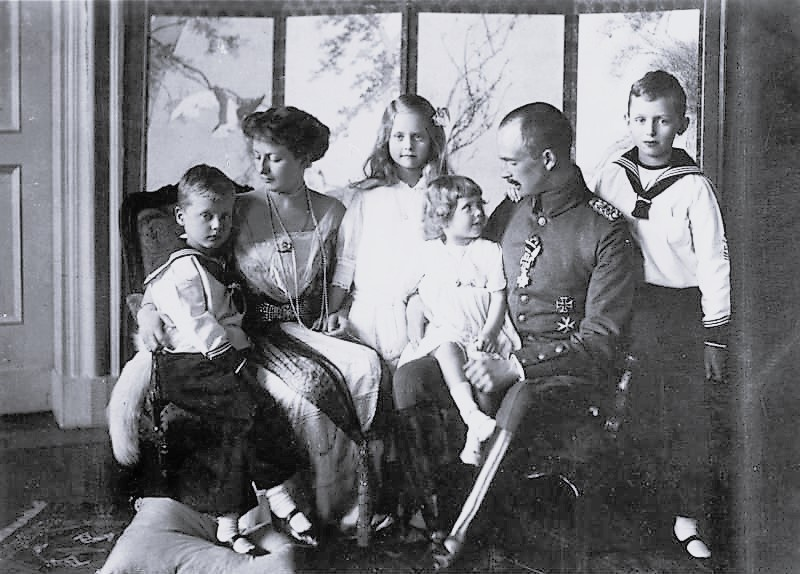
Герцогська родина 21 червня 1918 року

Чоловік — Карл Едуард, герцог Саксен-Кобург-Готський
ДІти:
- Йоганн Леопольд (1906—1972) — наслідний принц Саксен-Кобург-Готи, був двічі одружений, мав трьох дітей від першого шлюбу;
- Сибілла Кальма (1908—1972) — дружина герцога Вестерботтенського Густава Адольфа, мали п'ятеро дітей;
- Дітмар Губерт (1909—1943) — принц Саксен-Кобург-Готський, загинув у бою під час Другої світової на території України біля селища Великі Мости у Львівській області, одружений не був, дітей не мав;
- Кароліна Матильда (1912—1983) — була тричі одружена, мала шестеро дітей;
- Фрідріх Йозіас  (1918—1998) — титулярний герцог Саксен-Кобург-Готи у 1954—1998 роках, був двічі одружений мав чотирьох дітей від обох шлюбів.

## Нагороди
- Медаль «За жіночі заслуги» (Саксен-Кобург-Гота).

## Названі на честь
Ім'я Вікторії Адельгейди носять:
- Будинок догляду за немовлятами «Viktoria-Adelheid-Pflege» у Готі;
- Альпійська хижа «Viktoria-Adelheid-Schutzhütte» на гірському гребені Брандштеттеркогельс в окрузі Амштеттен у Нижній Австрії.[4]